# كجيدلي (جرجر)
كجيدلي (بالكردية: Averag‏) (بالتركية: Geçitli)‏ هي قرية كرديّة تتبع إداريّاً لمديرية جرجر في محافظة أديامان التركية، بلغ عدد سكانها 226 نسمة في عام 2021.